# جولی جانسون (فیلم)
جولی جانسون (به انگلیسی: Julie Johnson) فیلمی محصول سال ۲۰۰۱ و به کارگردانی باب گاس است. در این فیلم بازیگرانی همچون لیلی تیلور، کورتنی لاو، اسپالدینگ گری، نوآ امریک و میشا بارتون ایفای نقش کرده‌اند.